# クアルトリクス
クアルトリクスは、米国のワシントン州シアトルとユタ州プロボに共同本社を置き、エクスペリエンス マネジメント プラットフォームを提供する企業。同社は2002年にスコット・M・スミス、ライアン・スミス、ジャレッド・スミス、スチュアート・オージルによって設立された。 
クアルトリクスは、2017年3月よりエクスペリエンス マネジメント データを分析するクラウドベースのサブスクリプション ソフトウェア プラットフォームの提供を開始した。 
2018年11月11日、クアルトリクスはSAPによって80億米ドルで買収されることが発表された。 買収は2019年1月23日に完了した。  2020年7月26日、SAPはクアルトリクスの上場計画を発表し 、2021年1月28日、同社はナスダックにおいて取引を開始した。 

## エクスペリエンス マネジメント
2017年3月、クアルトリクスはエクスペリエンス マネジメント プラットフォームとしての事業を開始した。エクスペリエンス マネジメントは、企業や組織が保有する製品やサービスに接する対象のエクスペリエンスをデザインし、改善することを目的とする。 クアルトリクスの顧客には、BMW、マイクロソフト、Under Armour、Chobani、JetBlue、Yamahaが含まれる。 

## 学術研究
クアルトリクスで実行された定量的統計分析は、多くの専門誌や学術雑誌で引用されている。  クアルトリクスは、予測インテリジェンスを活用した主要な指標を通じて従業員のエクスペリエンスを測定する試みを行い、世界初の従業員マネジメントプラットフォームを開発した。 研究者は、クアルトリクスを調査ツールとして利用し、 SPSSと組み合わせて、従業員のエクスペリエンスや、その他、多岐にわたる調査データを分析している。